# Миграционная ситуация в России

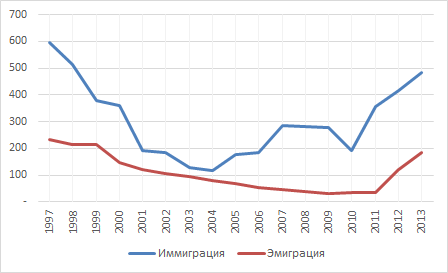
Число иммигрантов в РФ и эмигрантов из РФ в 1997—2013 годах, тыс. человек

В настоящей статье рассматриваются внешние миграционные потоки в/из России (эмиграция граждан России, иммиграция в Россию иностранных граждан, а также вопросы временного пребывания иностранных граждан на территории РФ и иностранной трудовой миграции. По состоянию на 2020 год, по данным ООН, по числу иммигрантов в абсолютных числах Россия занимает 4-е место в мире (11,58 млн чел. или 7,9 % населения) после США (43,43 млн чел. или 13,1 % населения), Германии (14,22 млн чел. или 17,0 % населения) и Саудовской Аравии (13,00 млн чел. или 37,3 % населения). По состоянию на 2020 год, по данным ООН, по числу эмигрантов в абсолютных числах Россия занимает 3-е место в мире (10,65 млн чел. или 6,8 % населения) после Индии (17,79 млн чел. или 1,3 % населения) и Мексики (11,07 млн чел. или 7,9 % населения).
Тема внутренней миграции граждан России рассматривается в статье «Внутренняя миграция населения России».
В 2000-е годы внутренняя мобильность населения России существенно снизилась, внутренние миграции уступили место внешним. За всё время действия Программы возвращения соотечественников в Россию, в рамках программы переселилось всего чуть более 150 тыс. человек (по состоянию на начало 2014 года). При этом число иностранных граждан, единовременно находящихся в России, в начале 2015 года составляло 10,9 млн человек, большинство из них — это жители стран СНГ и Украины трудоспособного возраста, с безвизовым режимом въезда в РФ. В июле 2014 года число иностранных мигрантов единовременно составляло 11,4 млн, иностранных трудовых мигрантов (легальных и нелегальных) от 4,5 до 7 млн.
По заявлению Дмитрия Козака в Москву и Подмосковье за 9 месяцев 2013 года въехало около 3,3 миллиона иностранных трудовых мигрантов. По оценке ФМС России, по состоянию на начало 2014 года в Москве нелегально трудились 1 млн иностранных трудовых мигрантов, легально — около 400 тысяч. В Подмосковье, по оценкам ФМС, в 2015 году нелегально трудились более 200 тыс. иностранных трудовых мигрантов, летом (в сезон строительных работ), их число превышало 500 тыс. человек.
К середине 2024 года ограничения на работу мигрантов были введены в трети регионов Российской Федерации. По данным Росстата в 2023 году в РФ приехало 560 тыс. человек, что на 23% меньше чем в 2022 году. Количество мигрантов сократилось до минимума за 10 лет.

## Иммиграция в Россию
В законодательстве РФ отсутствуют понятия «иммигрант» или «трудовой мигрант», есть лишь понятия «гражданин России», «иностранный гражданин» и «иностранный гражданин, работающий по временному трудовому найму». По принятому в российской статистике определению, легальными иммигрантами в России можно считать иностранных граждан, получивших вид на жительство, разрешение на временное проживание на срок более 9 месяцев, а также переселившихся в Россию на постоянное место жительства (то есть получивших гражданство РФ).
В 2007 году количество легально прибывших в Россию иммигрантов на постоянное место жительства (около 400 тыс. человек) оказалось в шесть раз больше количества эмигрантов из России. По данным ФМС, в 2007 году, иммиграция покрыла 71 % естественной убыли населения РФ. В статистике долговременными мигрантами считаются также те, которые получили регистрацию в России (разрешение на временное проживание) на срок более 9 месяцев. В 2015 году численность иммигрантов (долговременных мигрантов) составила 600 тыс. человек, увеличение частично объясняется изменением методики учёта. По состоянию на 2019 год, по оценкам ООН, в России проживало 11 640 559 иммигрантов, или 8 % населения страны.

## Временная иностранная миграция в Россию

### Трудовая миграция
Этому способствует и то, что до 2002 года в России не было соответствующего минимальным стандартам законодательства о миграции.
Среди государств, не входящих в СНГ, наибольшее количество мигрантов в Россию поставляют Китай, а также Вьетнам, Афганистан, Турция, Германия.
В I квартале 2010 г. в обмене населением с государствами-участниками СНГ было отмечено уменьшение миграционного прироста. Гражданам из стран-членов ЕАЭС (Казахстан, Белоруссия, Армения, Киргизия), покупать патент на работу в РФ не требуется, они были приравнены в трудовых правах с гражданами РФ. Увеличение прироста наблюдалось в миграционном обмене с Республикой Молдова, Украиной, Азербайджаном, Таджикистаном.
За 9 месяцев 2013 года, только в Москву и Московскую область въехало 3,3 миллиона иностранных трудовых мигрантов, а в Санкт-Петербург и Ленинградскую область — 2,5 миллиона трудовых мигрантов. По данным ФССП, с 2017 года из России было выдворено около 200 000 мигрантов.

#### Климатизация мигрантов в России
По данным опросов легальных и нелегальных мигрантов и иммигрантов в России, 56,68% мигрантов считают, что в Россию нужно переезжать не только из-за трудовой вынужденности, но и из-за климата стран Средней Азии

#### Нелегальная иностранная трудовая миграция
В 2006 принят закон, значительно упрощающий трудовую миграцию из государств, граждане которых въезжают в Россию без виз. В частности, для приёма такого иностранного гражданина на работу работодатель не должен получать предварительное согласие Федеральной миграционной службы. С 2013 года отменена система квот на мигрантов, введена система покупки мигрантами патентов на работу.
В июле 2013 года глава Федеральной миграционной службы К. Ромодановский сообщил о том, что сейчас в России незаконно пребывают свыше 3,5 млн иностранных граждан, и только более 1,8 млн работают с действующими разрешениями на работу и патентами.
Из-за низких зарплат и высокой стоимости патентов на работу (4000 руб/мес в Москве), для большинства безвизовых иностранных мигрантов выгоднее работать нелегально (в течение 90 дней разрешенного времени пребывания иностранного гражданина на территории РФ, за период в полгода). По истечении 90 дней, мигранты кратковременно покидают территорию РФ и вскоре вновь возвращаются на нелегальные заработки, на следующие 90 дней.
В 2012 и 2013 годах, по данным Росстата, распределение мигрантов по странам, откуда они приехали в Россию, выглядело следующим образом:
| Откуда приезжали мигранты в Россию (2012 год) | Откуда приезжали мигранты в Россию (2012 год) | Откуда приезжали мигранты в Россию (2012 год) |
| №                                             | Количество мигрантов, тыс. чел.               | Страна                                        |
| --------------------------------------------- | --------------------------------------------- | --------------------------------------------- |
| 1                                             | 87,9                                          | Узбекистан                                    |
| 2                                             | 49,4                                          | Украина                                       |
| 3                                             | 45,5                                          | Казахстан                                     |
| 4                                             | 41,7                                          | Таджикистан                                   |
| 5                                             | 37,0                                          | Армения                                       |
| 6                                             | 34,6                                          | Кыргызстан                                    |
| 7                                             | 23,6                                          | Молдова                                       |
| 8                                             | 22,3                                          | Азербайджан                                   |
| 9                                             | 16,6                                          | Беларусь                                      |
| 10                                            | 8,5                                           | Китай                                         |
| 11                                            | 7,7                                           | Грузия                                        |
| 12                                            | 5,4                                           | Туркменистан                                  |
| 13                                            | 4,2                                           | Германия                                      |
| 14                                            | 1,4                                           | Латвия                                        |
| 15                                            | 1,1                                           | США                                           |
| 16                                            | 0,8                                           | Литва                                         |

| Откуда приезжали мигранты в Россию (2013 год) | Откуда приезжали мигранты в Россию (2013 год) | Откуда приезжали мигранты в Россию (2013 год) |
| №                                             | Количество мигрантов, тыс. чел.               | Страна                                        |
| --------------------------------------------- | --------------------------------------------- | --------------------------------------------- |
| 1                                             | 118,1                                         | Узбекистан                                    |
| 2                                             | 55,0                                          | Украина                                       |
| 3                                             | 52,0                                          | Казахстан                                     |
| 4                                             | 51,0                                          | Таджикистан                                   |
| 5                                             | 42,4                                          | Армения                                       |
| 6                                             | 30,4                                          | Кыргызстан                                    |
| 7                                             | 28,7                                          | Молдова                                       |
| 8                                             | 23,5                                          | Азербайджан                                   |
| 9                                             | 15,7                                          | Беларусь                                      |
| 10                                            | 8,1                                           | Китай                                         |
| 11                                            | 7,7                                           | Грузия                                        |
| 12                                            | 6,0                                           | Туркменистан                                  |
| 13                                            | 4,2                                           | Германия                                      |
| 14                                            | 1,5                                           | Латвия                                        |
| 15                                            | 0,9                                           | США                                           |
| 16                                            | 0,9                                           | Литва                                         |

### Вынужденные переселенцы (беженцы)
В I квартале 2010 г. в территориальных органах ФМС России статус вынужденного переселенца или беженца получили 853 человека (в I квартале 2009 г. — 2516 человек). Удельный вес зарегистрированных вынужденных иммигрантов в общей численности прибывших из-за пределов Российской Федерации составил 0,09 %.
По данным ФМС России, на 1 апреля 2010 г. в стране насчитывалось 56,7 тыс. вынужденных переселенцев и беженцев. Более 35 % из них (19,8 тыс.) составляли бывшие жители Казахстана, 19 % (10,6 тыс.) — Грузии, 12 % (7,0 тыс.) — Узбекистана, 5 % (3,0 тыс.) — Таджикистана. Более 12 тыс.человек (21 %) переселились внутри России из регионов с нестабильной общественно-политической обстановкой.
Процесс расселения вынужденных мигрантов идет по всем субъектам Российской Федерации. Наибольшее число вынужденных переселенцев и беженцев выбирали новым местом жительства Республику Северная Осетия — Алания (10,7 тыс.человек), 6,5 тыс. — Республику Ингушетия, 2,8 тыс. — Белгородскую область, от 2,0 тыс. до 1,6 тыс. — Самарскую и Оренбургскую области, Краснодарский и Ставропольский края, от 1,3 до 1,1 тыс. — Нижегородскую область, Алтайский край, Кемеровскую, Новосибирскую и Волгоградскую области.

### Нелегальная иммиграция
В 2000 году в Россию въехали 21,2 млн иностранных граждан, а выехали 17,9 млн человек. В 2004 году — 21,2 и 20,8 млн человек, в 2005 — 20,9 и 19,8 млн человек, в 2006 году — 21,2 и 19,9 млн человек, соответственно. Многие иностранцы, въехавшие в Россию, впоследствии остаются на российской территории, в нарушение миграционного законодательства, и переходят в категорию нелегальных мигрантов.
Согласно опубликованному в 2002 г. докладу ООН, Россия находилась на втором месте (после США) по числу законных и нелегальных мигрантов, проживающих на территории страны. По оценке экспертов ООН, в России их более 13 млн чел. — 9 % населения.
В ноябре 2014 года, по данным главы ФМС России, Константина Ромодановского, на территории РФ нелегально находилось около 3 млн иностранных граждан, значительно превысивших срок законного пребывания на территории РФ (90 дней).
По сведениям министра внутренних дел РФ Владимира Колокольцева количество нелегальных эмигрантов в России с 2015 по 2024 год сократилось почти в четыре раза, а количество совершаемых ими преступлений — на 20%. На 1 октября 2024 года из 6,5 млн иностранных граждан на территории РФ более 740 000 — не имели на то законных оснований. 
По данным СМИ, количество осужденных по статье за организацию нелегальной миграции в РФ  увеличилось с 601 человека в 2021 году до 1207 в 2024 году. По статье о фиктивной постановке на учет в 2024 году количество осужденных по сравнению с 2023 годом выросло на 700 человек и достигло 8281 человека.  

### Влияние на преступность
Согласно данным от Института социально-политических исследований РАН, общее количество совершаемых мигрантами преступлений составляет около двух процентов от общего числа: 
На долю мигрантов приходится относительно небольшое число преступлений в России: в 2022 году оно составило около 2% от совокупного количества, сообщила в интервью РБК директор Института демографических исследований ФНИСЦ РАН Марина Храмова.  
Учитывая, что общее количество мигрантов составляет 7.9 % от населения страны, выходит, что в среднем мигрант совершает преступления вчетверо реже прочих жителей страны. Таким образом, мигранты улучшают средние показатели преступности в России. 

### Мнения
Имеется две противоположных точки зрения на привлечение иммигрантов и иностранных трудовых мигрантов:
- Привлечение иностранных трудовых мигрантов повысит конкурентоспособность российской экономики за счёт низкоквалифицированной, но очень дешёвой рабочей силы. За счёт замещающей иммиграции (300 тыс. человек в год), предлагалось компенсировать естественную убыль трудоспособного населения России[28]. При этом не указывалось, в чём цель увеличения численности населения в условиях падения уровня жизни населения России с 2014 года.
- Привлечение неквалифицированных мигрантов не способствует увеличению ВВП на душу населения и росту экономики России, так как мигранты в основном заняты низкоквалифицированным трудом, в технологически отсталых секторах экономики[29]. Экономический рост в долгосрочной перспективе может происходить только за счёт модернизации устаревших производств, повышения их технологического уровня — то есть, в том числе, за счёт роста квалификации, повышения уровня оплаты труда и покупательной способности населения. Но приезд малоквалифицированных мигрантов увеличивает долю населения с низкой квалификацией и низкой оплатой труда. Отмечается, что для России до сих пор характерен высокий уровень скрытой безработицы — работа в организациях с заведомо низким уровнем оплаты труда, и не предъявляющими больших требований к квалификации сотрудников.[30] Благодаря трудовым мигрантам (легальным и нелегальным) в России поддерживается низкий уровень зарплат, что выгодно только их работодателям, за счёт неуплаты налогов и пенсионных страховых отчислений с зарплат гастарбайтеров, и приводит к потере работы местными специалистами. Низкие зарплаты также способствуют переходу населения, вслед за гастарбайтерами, в теневую занятость (которая составляет более 20 % экономически активного населения России в 2015 году), рассматривая её как альтернативу безработице[31][32][33].

По мнению президента России Владимира Путина, которое он высказал в сентябре 2023 года, трудовых мигрантов в РФ в целом немного — 3,7 % от общего числа работающих. Тем не менее, интересы граждан России должны быть важнее притока иностранцев и нельзя допустить формирований гетто на территории страны, потому что это является «очень чувствительным моментом» в государстве.
По мнению спикера Госдумы Вячеслава Володина, трудовые мигранты без высоких профессиональных компетенций не должны привозить с собой семьи и близких, а ответственность за иностранного специалиста должно нести предприятие, которое его пригласило. 

## Изменения в миграционной политике
В мае 2023 года президент России Владимир Путин внёс изменения в Концепцию миграционной политики России на 2019—2025 годы. В частности, было добавлено требование о принятии «дополнительных мер по созданию привлекательных финансовых, социальных и иных механизмов сохранения человеческого капитала, снижения оттока населения РФ за рубеж». Также было обозначено упрощение получения гражданства России для постоянно проживающих на территории страны и имеющих одного из родителей с паспортом РФ а также иностранцев-носителей русского языка (граждан Белоруссии, Казахстана, Молдавии, Украины). Добавлены были и пункты о необходимости создания условий для возвращения жителей Донецкой и Луганской народных республик, Запорожской и Херсонской областей, а также о мерах, пресекающих любые формы дискриминации по «расовой, социальной, национальной или религиозной принадлежности, их социальной исключённости, маргинализации».
В июле 2024 года Госдума приняла закон о введении миграционного режима высылки из России. Он может применяться при окончании срока временного пребывания в России; с аннулированием разрешения на придания, ВНЖ; с совершением преступления. Также Госдума наделила МВД правом принятия решения об административном выдворении иностранцев. 
29 октября 2024 года Госдума приняла четыре закона, касающихся незаконной миграции. Один из них вносит изменения в УК и УПК РФ, согласно которым организация незаконной миграции, совершённая организованной группой в целях совершения тяжких или особо тяжких преступлений, является тяжким преступлением с наказанием от 8 до 15 лет лишения свободы. Помимо этого до 5 лет лишения свободы ужесточено наказание за фиктивные регистрации и постановки на учёт, за подделку документов — от 2 до 6 лет. Согласно другому закону, совершение преступления незаконно находящимся в РФ мигрантом — является отягчающим обстоятельством. Также запрещается посредникам участвовать в организации и принимать экзамены у мигрантов. Вместе с этим был принят закон, разрешающий внесудебную блокировку интернет-ресурсов, распространяющих информацию о предоставлении противозаконных услуг мигрантам.   
В декабре 2024 года президент России Владимир Путин подписал закон о запрещении зачисления в школы детей мигрантов, не знающих русский язык. Необходимый уровень знания языка нужно обязательно подтверждать через тестирование. Также при зачислении в средние образовательные учреждения РФ требуется подтверждение законности пребывания ребёнка в России.   
По решению кабинета министров РФ, разрешение на временное проживание с России в 2025 году получат вдвое меньше иностранных граждан, чем в 2024 году — 5500 человек. Наибольшее количество таких разрешений 1000 единиц будет выдано в Москве.   
2 апреля 2025 года президент РФ Владимир Путин поручил создать на базе Главного управления по вопросам миграции Службу по вопросам гражданства и регистрации иностранных граждан МВД. Её главой назначен бывший прокурор Новгородской области Андрей Кикоть.   

## Опросы
По результатам опроса ВЦИОМ, проведенном в августе 2023 года, 47 % респондентов считали трудовую миграцию положительным явлением для страны, что превышает предыдущие результаты: 21 % в 2006 году, 14 % в 2008 и 2013 годах. Противоположную позицию высказали 40 %, что в два раза меньше чем в 2013 году— 74 %. По мнению 39 % отношения между представителями разных национальностей за последние годы стали более напряжёнными, в 2013 году так ответило 57 %.